# 矢祭町
矢祭町（日语：／ Yamatsuri machi */?）是位于福島縣中通最南端的一町。屬東白川郡。